# S/2015 (136472) 1
S/2015 (136472) 1 (неформальное обозначение MK 2) — единственный естественный спутник карликовой планеты Макемаке.

## История открытия
Вскоре после открытия Макемаке в 2005 году, он был изучен при помощи космических телескопов «Хаббл», «Спитцер» и «Гершель». Кроме того, астрономам удалось провести наблюдение за покрытием Макемаке звезды. Но, несмотря на пристальное внимание исследователей, на орбите вокруг Макемаке не могли обнаружить ни одного спутника. Был сделан вывод, что у Макемаке нет спутников яркостью более 1 % от яркости планеты и находящихся на угловом расстоянии от неё не ближе 0,4 угловой секунды.
Наконец, на серии снимков Макемаке, полученных 27 апреля 2015 года посредством космического телескопа Хаббл, был обнаружен очень слабый объект, обращающийся вокруг планеты. Открытие сделала группа американских астрономов, в которую входили А. Паркер, М. Буйе, У. Гранди и К. Нолл. Спутник получил временное обозначение S/2015 (136472) 1. Объявление об открытии было сделано 26 апреля 2016 года.

## Физические характеристики
Блеск спутника на 7,80 ± 0,04m слабее блеска Макемаке, то есть абсолютная звёздная величина S/2015 (136472) 1 составляет 7,4m. Это означает, что в зависимости от альбедо диаметр S/2015 (136472) 1 может находиться в пределах от 90 до 200 км. Предварительный анализ показал, что объект очень тёмный и, соответственно может иметь крупный размер. В американских публикациях используется грубая оценка диаметра в 100 миль, то есть 160 км.

## Орбитальные характеристики
Отсутствие долговременных наблюдений затрудняет определение параметров орбиты. Имеющиеся данные позволяют лишь приблизительно оценить радиус орбиты S/2015 (136472) 1. Он составляет не менее 21 100 км, а период обращения — не менее 12 суток.